# Alfons Schletz
Alfons Schletz (ur. 29 marca 1911 w Ostrowitem, zm. 27 marca 1981 w Krakowie) – polski ksiądz katolicki, misjonarz św. Wincentego a Paulo, historyk, założyciel i pierwszy redaktor „Naszej Przeszłości”.

## Życiorys
Ks. Alfons Schletz urodził się dnia 29 marca 1911 roku w Ostrowitem koło Chojnic, w ówczesnej diecezji chełmińskiej. Do szkoły podstawowej uczęszczał w Ostrowitem (1918 – 1922) i w Chojnicach w latach 1922–1927. Po ukończeniu szkoły podstawowej rozpoczął naukę w Gimnazjum Państwowym typu klasycznego w Chojnicach, odbywając równocześnie studia muzyczne.
W 1927 roku został przyjęty do Zgromadzenia Księży Misjonarzy. W latach 1927–1928 kontynuował naukę w Małym Seminarium w Wilnie. W roku 1928 wyjechał do Krakowa, gdzie rozpoczął naukę w Prywatnym Gimnazjum Księży Misjonarzy w Krakowie na Kleparzu, odbywając w tym samym czasie Seminarium Internum. Dnia 27 września 1930 roku złożył śluby wieczyste. W dwa lata później, 30 maja 1932 roku zdał maturę w Gimnazjum i został studentem Instytutu Teologicznego Księży Misjonarzy w Krakowie na Stradomiu.
20 grudnia 1936 roku Alfons Schletz przyjął święcenia kapłańskie w kościele na Stradomiu z rąk ks. bpa Stanisława Rosponda. W 1937 roku rozpoczął pracę we Lwowie jako wikariusz parafii św. Wincentego a Paulo przy kościele św. Zofii, kapelan Szpitala Powszechnego i Klinik Uniwersyteckich. Podjął studia z historii Kościoła i historii powszechnej w Uniwersytecie Jana Kazimierza. W roku 1938 uzyskał stopień magistra teologii pod kierunkiem ks. prof. Józefa Umińskiego, za pracę: „Działalność wizytatorska księdza Józefa Jakubowskiego w latach 1796–1814”. W tym także czasie ukończył studia historyczne pod kierunkiem profesora Stanisława Łempickiego, uzyskując stopień doktora filozofii za pracę: „Józef Jakubowski, żołnierz i kapłan (1743-1814)”. W 1942 r. założył żeńską grupę Sodalicji Mariańskiej. Prowadził tajne nauczanie i działalność kulturalno-oświatową w warunkach konspiracyjnych.
W 1945 roku wyjechał do Krakowa. Rozpoczął pracę jako wykładowca patrologii, metodologii pracy naukowej i historii Kościoła w Instytucie Teologicznym Księży Misjonarzy, OO. Paulinów w Krakowie (1946-1948), w Wyższym Seminarium Duchownym w Kielcach (1947-1950). Równocześnie pełnił obowiązki profesora historii w Prywatnym Gimnazjum Księży Misjonarzy w Krakowie na Kleparzu (1945-1946). Habilitował się na Wydziale Teologicznym Uniwersytetu Warszawskiego w oparciu o pracę „Współpraca Misjonarzy z Komisją Edukacji Narodowej (1773–1794). Przyczynek do historii kultury oświaty w Polsce” (1946). Redaktor wydawnictwa „Analecta Historica Congregationis Missionis Prov. Polonorum” (1946-1949).
W 1946 roku założył i redagował półrocznik naukowy „Nasza Przeszłość”. Z powodu represji komunistycznych w latach 1950–1959 pracował w Zielonkach koło Warszawy jako kapelan Państwowego Domu Rencistów (pod pseudonimem ks. Adam Sosnowski), Chylicach, Niewodnicy Kościelnej i w parafii św. Krzyża w Warszawie. Następnie powrócił do Krakowa i kontynuował wykłady i pracy redaktorską. Organizował wykłady, seminaria i prelekcje dla sióstr zakonnych. W 1967 roku został mianowany Członkiem Komisji do Dziejów Oświaty i Szkolnictwa w Polsce przy Polskiej Akademii Umiejętności. Pełnił funkcję kapelana augustianek w Krakowie (1957-1972). Wygłaszał odczyty w różnych miejscach Polski: w seminariach duchownych oraz zakonach żeńskich. W latach 1968–1969 przebywał w Stanach Zjednoczonych i w Brazylii gromadził materiały do historii misjonarzy. Uczestniczył w licznych spotkaniach naukowych w gronie historyków w zagranicznych uniwersytetach i instytutach naukowych, np. w Bonn, Frankfurcie, Wurzburgu i innych. Dnia 14 maja 1969 roku Schletz został przyjęty na prywatnej audiencji przez papieża Pawła VI.
Dzięki jego inicjatywie w latach 1969–1972 powstał w Krakowie przy ul. Strzelnica 6 na Woli Justowskiej nowy dom misjonarski, w którym zamieszkał w 1972 roku. W 1972 roku przeniósł redakcję, bibliotekę i archiwum „Naszej Przeszłości” na Wolę Justowską. Dzięki jednak redagowanemu przez siebie czasopismu położył duże zasługi dla rozwoju badań nad historią Kościoła w Polsce. W swojej pracy naukowej dużą wagę przywiązywał do współpracy z Polskim Słownikiem Biograficznym. Opublikowany dorobek pisarski liczy 162 pozycje. 27 marca 1981 roku zmarł po krótkiej chorobie w Krakowie. Pochowany na cmentarzu Salwatorskim w Krakowie.

## Najważniejsze publikacje
- Współpraca misjonarzy z Komisją Edukacji Narodowej (1773-1794). Przyczynek do historii kultury i oświaty w Polsce. Kraków 1946
- Siostra Róża Okęcka (1878- 1932). Zarys biograficzny. Kraków 1957.
- Pisma Adama Chmielowskiego (Brata Alberta). Kraków 1965.
- Polska bibliografia teologiczna za lata 1940–1948. Warszawa 1969[6].